# Волвенково
Волвенково (укр. Волвенкове) — село в Протопоповском сельском совете Балаклейского района Харьковской области Украины.
Код КОАТУУ — 6320285602. Население по переписи 2001 г. составляет 74 (31/43 м/ж) человека.

## Географическое положение
Село находится у истоков реки Беречка (приток Северского Донца).